# خواهر آبل (مجموعه تلویزیونی ارمنستانی)

خواهر آبل (ارمنی: Աբելի քույրը؛ انگلیسی: Abel's Sister) یک مجموعه تلویزیونی درام ارمنستانی ۳۵-۴۰ دقیقه‌ای محصول سال ۲۰۱۶ کشور ارمنستان به کارگردانی آرتور بونیاتیان و اریک غوکاسیان، تهیه‌کنندگی هراچ مورادیان و نویسندگی آناهید مخیتاریان می‌باشد. این مجموعه از روز ۷ مارس ۲۰۱۶ از آتی‌وی شروع به نمایش درآمد. بیشتر داستان این مجموعه در ایروان در ارمنستان اتفاق می‌افتد.

## بازیگران
- داویت گریگوریان (هنرپیشه)[ث] - در نقش آبل گریگوریان[ج]
- نارینه دوولاتیان - در نقش لیلیت گریگوریان[چ]
- هاکوب هاکوبیان (هنرپیشه)[ح] - در نقش سواک[خ]
- هایک سارگسیان[د] - در نقش هاکوب[ذ]
- هوواک گالویان - در نقش کامو[ر]
- آرامو[ز] - در نقش آرامو[ژ]
- هوواک گالویان[س] - در نقش آواگ گریگوریان[ش]
- یولیا فینک[ص] - در نقش آلینا گریگوریان[ض]
- کارو هوهانیسیان[ط] - در نقش آرام گریگوریان[ظ]
- آراکسیا ملیکیان[ع] - در نقش استر[غ]
- مری هاکوبیان[ف] - در نقش لیکا گریگوریان[ق]
- الن آساطریان[ک] - در نقش نونا[گ]
- میکا قاپلانیان[ل] - در نقش آرمان[م]
- آرتور مانوچاریان[ن] - در نقش داویت[و]
- کریستینه کاراپتیان[ه] - در نقش آستغیک[ی]
- آرتور هاروتیونیان[اا] - در نقش بازرس[اب]
- لیلیت آبلیان[اپ] - در نقش سارا[ات]
- یولیا ایتخانیان[اث] - در نقش آبراهام سمینویچ[اج]
- لی‌لی وارطانیان[اچ] - در نقش خانم مانوکیان[اح]
- اما زورناچیان[اخ] - در نقش ماریام[اد]
- یلنا بوریسنکو[اذ] - در نقش سیلوا[ار]
- داویت ماردیان[از] - در نقش نوی[اژ]

## یادداشت
1. ↑  Կառլոս Պռոտեուս
2. ↑  Արթուր Բունիաթյան
3. ↑  Էրիկ Ղուկասյան
4. ↑  Անահիտ Մխիթարյան
5. ↑  Davit Grigoryan/Դավիթ Գրիգորյան
6. ↑  Abel Grigoryan
7. ↑  Lilith Grigoryan
8. ↑  Hakob and Armen
9. ↑  Sevak
10. ↑  Hayk Sargsyan/Հայկ Սարգսյան
11. ↑  Hakob
12. ↑  Kamo
13. ↑  Aramo
14. ↑  Aramo
15. ↑  Hovak Galoyan
16. ↑  Avag Grigoryan
17. ↑  Yulia Fink/Յուլիա Ֆինկ
18. ↑  Alina Grigoryan
19. ↑  Karo Hovhannisyan/Կարո Հովհաննիսյան
20. ↑  Aram Grigoryan
21. ↑  Araqsya Meliqyan/Արաքսյա Մելիքյան
22. ↑  Ester
23. ↑  Meri Hakobyan/Մերի Հակոբյան
24. ↑  Lika Grigoryan
25. ↑  Elen Asatryan
26. ↑  Nonna
27. ↑  Mika Ghaplanyan
28. ↑  Arman
29. ↑  Artur Manucharyan
30. ↑  David
31. ↑  Kristine Karapetyan
32. ↑  Astghik
33. ↑  Artur Harutyunyan
34. ↑  inspector
35. ↑  Lilit Abelyan
36. ↑  Sara
37. ↑  Yura Igitkhanyan
38. ↑  Abraham Semionich
39. ↑  Lili Vardanyan
40. ↑  Mrs Manoukyan
41. ↑  Emma Zournachyan
42. ↑  Mariam
43. ↑  Yelena Borisenko
44. ↑  Silva
45. ↑  Davit Mardyan
46. ↑  Noi